# Šahovec
Šahovec – wieś w Słowenii, w gminie Trebnje. W 2018 roku liczyła 63 mieszkańców.